# Psoroptidia
Psoroptidia — парворяд саркоптиформних кліщів підряду Astigmata. Включає близько 40 родин. До групи належать паразити птахів (пір'яні кліщі з надродин Analgoidea і Pterolichoidea) та ссавців (вушні та коростяні кліщі з надродин Pyroglyphoidea та Sarcoptoidea). Через паразитичний спосіб життя у розвитку Psoroptidia відсутня стадія девтонімфи.